# Metapygoplus
Metapygoplus is een geslacht van hooiwagens uit de familie Assamiidae.
De wetenschappelijke naam Metapygoplus is voor het eerst geldig gepubliceerd door Roewer in 1923. 

## Soorten
Metapygoplus omvat de volgende 2 soorten:
- Metapygoplus intermedius
- Metapygoplus spinicoxa